# Joseph-Damase Bégin
Joseph-Damase Bégin (aussi connu en tant que Jos.-D. Bégin, né à Lac-Etchemin le 6 août 1900, mort à Sainte-Foy le 4 juillet 1977 à l'âge de 76 ans) était un homme politique québécois. Député de l'Union nationale à l'Assemblée législative du Québec, il a été ministre de la Colonisation de 1944 à 1959 dans le gouvernement Duplessis, le gouvernement Sauvé et le gouvernement Barette.
Il est l'organisateur en chef des campagnes électorales de l'Union nationale à partir de 1940. Il est l'inventeur du slogan « Duplessis donne à sa province ».
Il fait notamment ériger le sanatorium Bégin, à Lac-Etchemin. 

## Dans la culture populaire
Il est joué par Marcel Sabourin dans la dramatique télévisée Duplessis.

## Distinctions
- Médaille d'or de l'Ordre national du mérite agricole (1945)
- Commandeur de l'Ordre du Mérite du défricheur (1951)